# Natalya Diehm
Natalya Diehm (Gladstone, 23 de septiembre de 1997) es una deportista australiana que compite en ciclismo en la modalidad de BMX estilo libre. Participó en dos Juegos Olímpicos de Verano, obteniendo una medalla de bronce en París 2024, en la prueba de parque, y el quinto lugar en Tokio 2020, en la misma prueba.

## Medallero internacional
| Juegos Olímpicos | Juegos Olímpicos | Juegos Olímpicos  | Juegos Olímpicos |
| Año              | Lugar            | Medalla           | Competición      |
| ---------------- | ---------------- | ----------------- | ---------------- |
| 2024             | París (Francia)  | Medalla de bronce | Parque           |